# The Wizarding World of Harry Potter (Universal Orlando Resort)
The Wizarding World of Harry Potter (englisch für „die Zauberwelt von Harry Potter“) ist der Name eines Themenbereichs in den drei Themenparks des Universal Orlando Resort in Orlando (Florida, USA). Der Themenbereich in den Islands of Adventure wurde nach zweieinhalbjähriger Bauzeit am 18. Juni 2010 eröffnet. Im Dezember 2011 wurde die Erweiterung „The Wizarding World of Harry Potter – Diagon Alley“ für die Universal Studios Florida angekündigt, die am 8. Juli 2014 offiziell eröffnet wurde. 2025 eröffnet der dritte Teil des Themenbereichs im Universal Epic Universe.

## Geschichte

### Vor der Ankündigung
Bereits seit Ende der 1990er Jahre gab es Überlegungen seitens Universal, eine Attraktion über Harry Potter in einem der zum Filmunternehmen gehörenden Freizeitparks zu errichten. Zu diesem Zeitpunkt lagen die Rechte für Harry Potter allerdings beim Konkurrenten Time Warner. Dieser eröffnete 2001 in der Warner Bros. Movie World in Australien ein Laufgeschäft namens „Harry Potter Movie Magic Experience“, das jedoch nach nur zwei Jahren Betrieb wieder abgerissen wurde.

### Gerüchte und Ankündigung
Im Januar berichtete die Website About.com, dass sie aus einer „glaubwürdigen Quelle“ erfahren habe, der Themenbereich Lost Continent in den Islands of Adventure werde auf die „Geschichten und Charaktere einer der populärsten Marken für Kinder“ umthematisiert. Andere Medien berichteten in den darauffolgenden Tagen, unter dem Codenamen „Project Strong Arm“ würde, in Anlehnung an den zum Einsatz kommenden Kuka Robocoaster, ein Themenbereich über Harry Potter in Planung sein. Am 31. Mai 2007 kündigte Universal in Kooperation mit Warner Bros. den acht Hektar großen Themenbereich offiziell an, der unter anderem einen Nachbau des Schlosses von Hogwarts, den Verbotenen Wald und Hogsmeade beinhalten solle und voraussichtlich 2009 eröffnet werde.

### Islands of Adventure

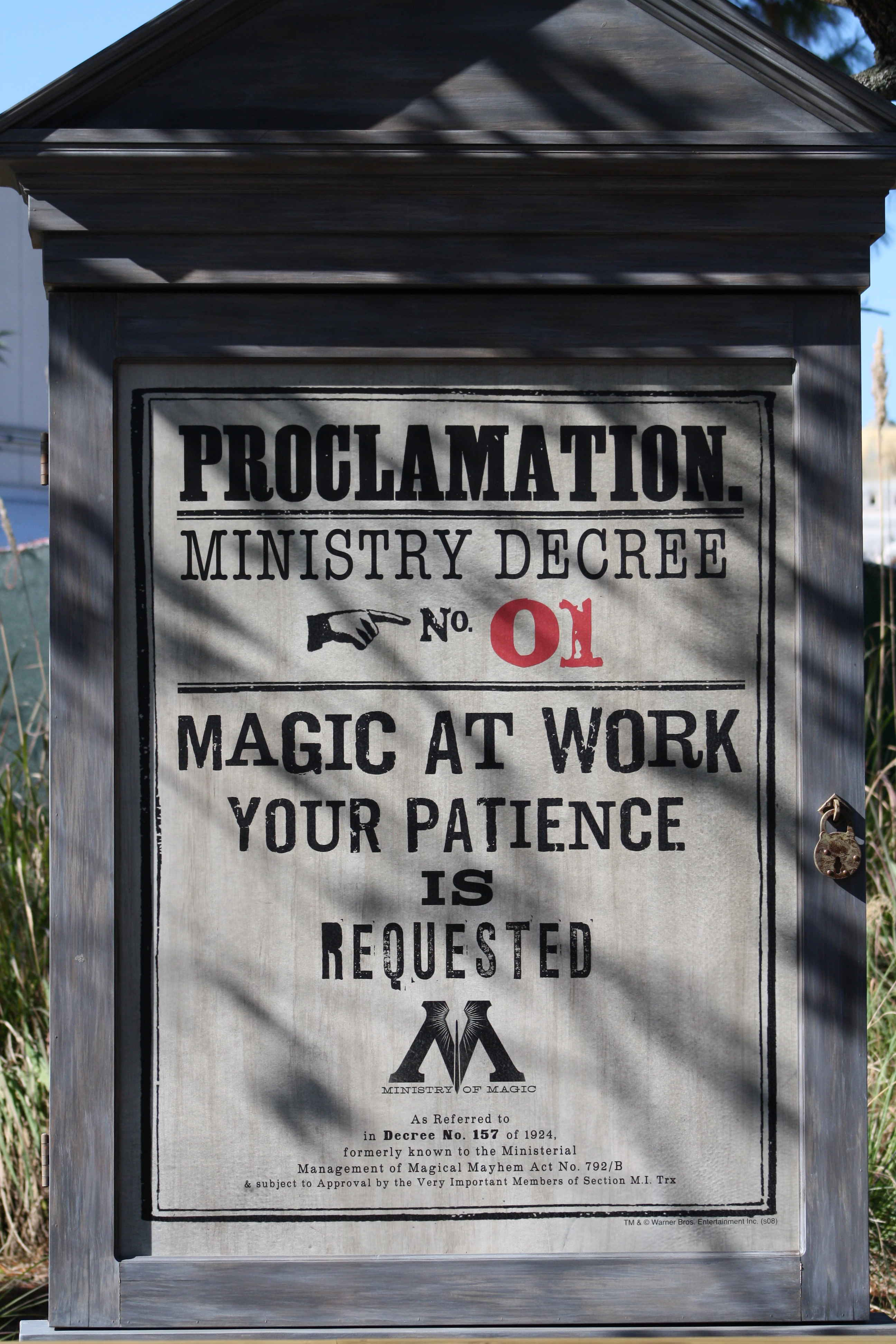
Werbetafel während der Bauarbeiten in den Islands of Adventure

Sieben Monate nach der offiziellen Ankündigung begann der Bau des Themenbereichs in den Islands of Adventure. Im Juli wurde die Achterbahn Flying Unicorn und das Restaurant Enchanted Oak Tavern geschlossen. Im Zuge des Umbaus wurde die Achterbahn Flying Unicorn zu Flight of the Hippogriff umthematisiert. Die Enchanted Oak Tavern wurde später abgerissen. Um den Parkbetrieb während der Bauarbeiten möglichst wenig einzuschränken, wurde eine Brücke errichtet, die die Themenbereiche The Lost Continent und Jurassic Park miteinander verband, sodass die Besucher die Baustelle nicht durchqueren mussten. Im September 2008 wurde der Zugang zum Wartebereich der Achterbahn Dueling Dragons in den Themenbereich Jurassic Park verlegt, um so Platz für den Bau von Hogsmeade zu machen. Einen Monat später wurde der alte Eingang abgerissen. Im September 2009 wurde die Dachkonstruktion des Schlosses von Hogwarts fertiggestellt. Im Frühjahr weitete Universal die Marketingkampagne für den Themenbereich aus und schaltete Anzeigen in Zeitungen, ließ Werbespots im Fernsehen laufen und hängte Plakate auf. Vor der Umgestaltung der Dueling Dragons zu Dragon Challenge wurde die Bahn für einige Zeit zu Wartungszwecken geschlossen. Der Themenbereich wurde schließlich am 1. Juni 2010 fertiggestellt.
Am 28. und 29. Mai 2010 wurde ein Soft Opening für Medienvertreter und geladene Gäste durchgeführt. Am 16. und 18. Juni fand jeweils eine Eröffnungszeremonie statt. Die erste war für die Schauspieler und die Beteiligten an den Harry-Potter-Filmen, Potter-Schöpferin Joanne K. Rowling, Funktionäre des Universal Orlando Resorts sowie Medienvertreter reserviert. Die von Universal Orlando Events Production in Zusammenarbeit mit der Thinkwell Group organisierte Veranstaltung beinhaltete ein Feuerwerk und ein Konzert der Orlandoer Philharmonie unter dem Dirigat von John Williams. Mit der zweiten Eröffnungsfeier am 18. Juni wurde The Wizarding World of Harry Potter offiziell für die Öffentlichkeit eröffnet. Hierbei waren zahlreiche Darsteller aus den Filmen anwesend, unter anderem Daniel Radcliffe und Rupert Grint. Die NBC übertrug in ihrer Sendung Today live aus dem Park.

### Universal Studios Florida
Nach der Eröffnung von The Wizarding World of Harry Potter stiegen die Besucherzahlen in den Islands of Adventure im Vergleich zum Vorjahr um 36 % an. Nach Angaben von Jason Garcia, Redakteur der Orlando Sentinel, überlegten die Vorstandsvorsitzenden des Universal Orlando Resort, wie sie den Themenbereich ausweiten und gleichzeitig die Besucherzahlen der beiden Parks ausgeglichen halten könnten. Im April 2011 spekulierte Brady MacDonald von der Los Angeles Times, dass die Erweiterung der Wizarding World mit einer Winkelgasse und einem auf die Zauberbank Gringotts thematisierten Darkride den Themenbereich Lost Continent in den Islands of Adventure ersetzen könnte.
Am 6. Dezember 2011 kündigte Universal eine „signifikante“ Erweiterung von The Wizarding World of Harry Potter an. Weitere Details zu dem Ausbau wurden zu diesem Zeitpunkt nicht genannt. Vier Tage zuvor hatten die Universal Studios Florida verkündet, dass die Attraktion Jaws am 2. Januar 2012 geschlossen werde. Am 25. Januar 2012 berichtete die Los Angeles Times, dass die Erweiterung von The Wizarding World of Harry Potter das ehemalige Gelände von Jaws in Anspruch nehmen werde. Auf dem Gelände werde ein Nachbau des Hogwarts Express errichtet, der die Besucher zwischen den beiden Parks hin und her transportieren werde.
Kurz nach der Schließung von Jaws wurde die Attraktion mitsamt dem zu ihr gehörenden Themenbereich abgerissen. Nach der Einebnung des Geländes wurde mit dem Bau von ersten Gebäuden begonnen. Am 8. Mai 2013 veröffentlichte Universal weitere Details zu dem Ausbau von The Wizarding World of Harry Potter. Die Erweiterung mit dem vollständigen Namen „The Wizarding World of Harry Potter – Diagon Alley“ werde hauptsächlich in den benachbarten Universal Studios Florida stattfinden und werde einen Nachbau der Winkelgasse und von London beinhalten. Die Verbindung der beiden Parks mit dem Hogwarts Express wurde ebenfalls offiziell bestätigt. Voraussichtlich solle die Erweiterung 2014 eröffnet werden.
Am 23. Januar wurde der Name der Hauptattraktion verkündet: In der Achterbahn „Harry Potter and the Escape from Gringotts“ werden die Besucher die in der Winkelgasse ansässige Zaubererbank Gringotts erkunden können. Es wurde ebenfalls veröffentlicht, dass für die Benutzung des Hogwarts Express, der die Harry-Potter-Themenbereiche der beiden Freizeitparks miteinander verbinden würde, das teurere Kombi-Ticket für beide Parks erworben werden müsse.
Der offizielle Eröffnungstermin wurde am 17. Juni 2014 bekanntgegeben. Am 3. Juli, fünf Tage vor der offiziellen Eröffnung, wurde ein Soft Opening durchgeführt, bei dem der neue Themenbereich unter realen Bedingungen erprobt wurde. Am 8. Juli 2014, rund vier Jahre nach Eröffnung des ersten Abschnitts in den Islands of Adventure, wurde „The Wizarding World of Harry Potter – Diagon Alley“ offiziell eröffnet.

### Universal Epic Universe
Im in Bau befindlichen Universal Epic Universe wird der dritte Teil der The Wizarding World of Harry Potter gebaut. Der neue Wizarding World-Bereich wird voraussichtlich das britische Zaubereiministeriums als Hauptattraktion präsentieren. Es wird spekuliert, dass Dolores Umbridge die Hauptantagonistin sein wird, und die Fahrt könnte Szenen mit vertikaler Bewegung und Projektionsmapping beinhalten. In einem abgetrennten Bereich werden die Besucher in einem französischen Zauberer-Paris verweilen können. Der Bereich wird im Sommer 2025 mit Universal Epic Universe eröffnen.

## Fahrgeschäfte
The Wizarding World of Harry Potter beherbergte bis 2017 fünf Fahrgeschäfte, von denen sich mit Harry Potter and the Forbidden Journey, Dragon Challenge (inzwischen geschlossen) und Flight of the Hippogriff drei in den Islands of Adventure und mit Harry Potter and the Escape from Gringotts eines in den Studios Florida befindet. Der Hogwarts Express verbindet die beiden Parks miteinander und stellt die fünfte Attraktion dar.

### Dragon Challenge (geschlossen)

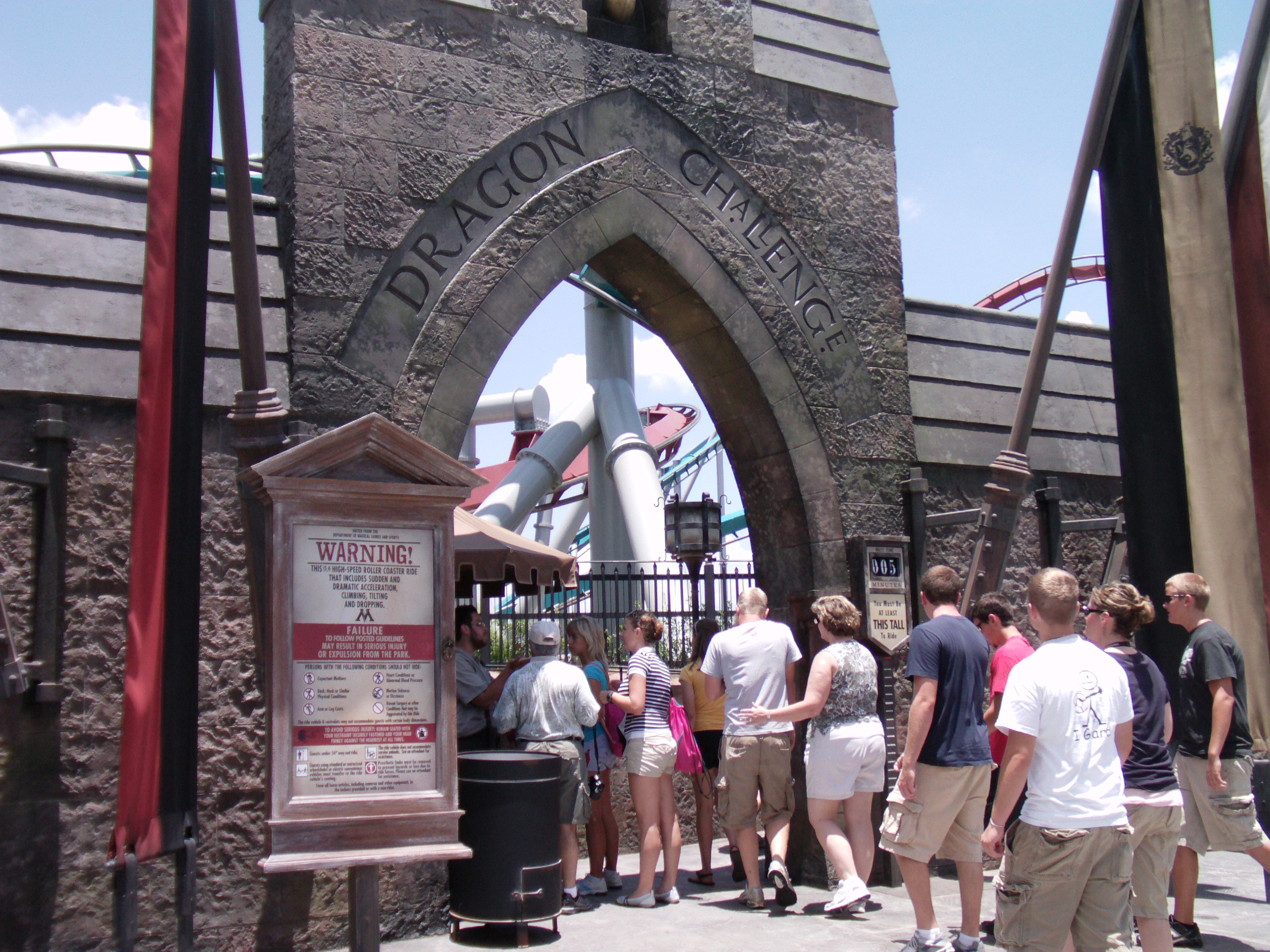
Der Eingang von Dragon Challenge

Dragon Challenge waren zwei Achterbahnen vom Typ Inverted Coaster, deren Strecken miteinander interagierten. Die Bahn war seit 1999 unter dem Namen „Dueling Dragons“ im Betrieb, bevor 2010 in Anlehnung an das Trimagische Turnier aus Harry Potter und der Feuerkelch eine Umbenennung und -thematisierung in „Dragon Challenge“ stattfand. Die beiden Strecken wurden wie zwei der Drachen aus dem Buch genannt: „Hungarian Horntail“ und „Chinese Fireball“. Bis 2011 war Dragon Challenge ein Dueling Coaster, d. h. beide Züge fuhren gleichzeitig aus der Station ab und erweckten an einigen Stellen der Strecke den Anschein, zu kollidieren. Aufgrund eines Zwischenfalls mit Personenschaden fuhren die Züge ab 2011 zeitversetzt. Im Herbst 2017 wurde die Attraktion geschlossen.

### Hagrid’s Magical Creatures Motorbike Adventure

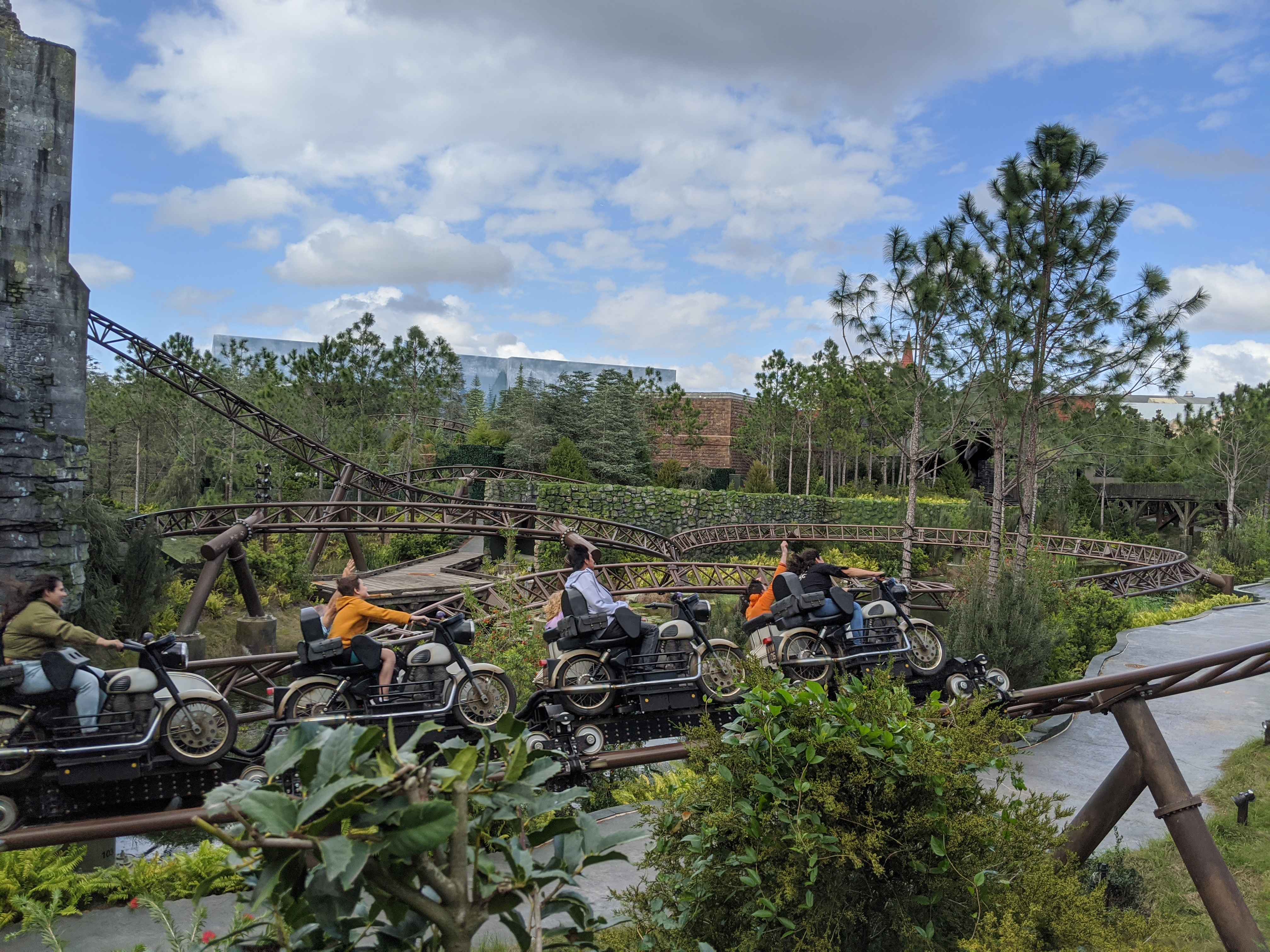
Blick auf Hagridʼs Magical Creatures Motorbike Adventure von der Warteschlange aus

Auf dem Areal der geschlossenen Dragon Challenge-Achterbahn wurde am 13. Juni 2019 der Multi-Launched-Coaster Hagridʼs Magical Creatures Motorbike Adventure eröffnet. Universal beschrieb die Achterbahn als „eine stark thematisierte Achterbahn, die uns in eine andere Ecke der Zaubererwelt führen wird, wo die Gäste einigen ihrer Lieblingscharakteren und -kreaturen begegnen werden“. Die Achterbahn – hergestellt von Intamin – erreicht auf ihrer 2:55 Minuten langen Fahrt Geschwindigkeiten von bis zu 80 km/h. Mit einem Preis von 300 Millionen US-Dollar ist sie die teuerste Achterbahn, die je gebaut wurde.

### Flight of the Hippogriff
Flight of the Hippogriff ist eine Stahlachterbahn für Familien, die im Jahr 2000 unter dem Namen „Flying Unicorn“ eröffnet wurde. Genauso wie Dragon Challenge wurde die Bahn im Zuge der Errichtung des neuen Themenbereichs umthematisiert. In der Geschichte der Attraktion werden die Fahrgäste von Wildhüter Hagrid gelehrt, auf einem Hippogreif zu fliegen. Dazu sind die Züge in Form des Fabelwesens gestaltet.

### Harry Potter and the Escape from Gringotts

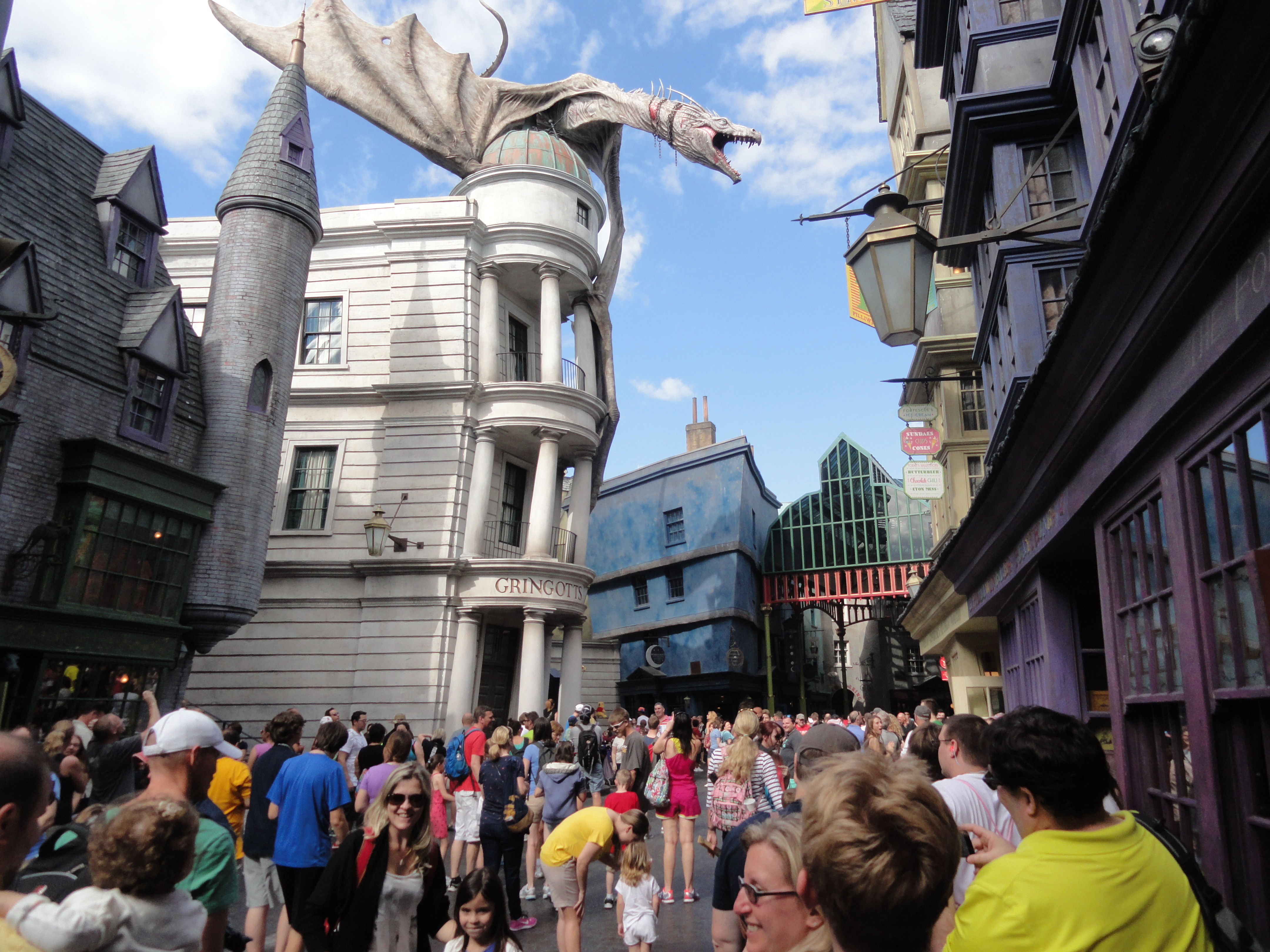
Der Drache auf dem Dach der Zaubererbank Gringotts

Die Stahlachterbahn Harry Potter and the Escape from Gringotts ist die Hauptattraktion der Diagon-Alley-Erweiterung. Nachdem die Besucher die Eingangshalle der Zaubererbank Gringotts mit zahlreichen Animatronics der in der Bank angestellten Kobolde durchquert haben, fahren sie mithilfe eines Fahrstuhls in die Katakomben. Dort treten sie von einer Doppelladestation aus in Zügen mit zwei Wagen für je zwölf Personen die rund 600 Meter lange Fahrt durch die Kellergewölbe der Bank an. Die Züge fahren dabei an realen Kulissen sowie großformatigen Projektionsflächen vorbei, bei denen durch das Tragen einer 3D-Brille bei den Besuchern ein räumlicher Eindruck erweckt wird. Die Fahrt, bei der die Wagen kontrolliert um 360 Grad gedreht werden, wartet unter anderem mit einem Launch, einer Wippe, einer Motion-Simulator-Plattform sowie einer Fallschiene auf. Das Fahrsystem stammt von dem Unternehmen Intamin aus Liechtenstein.

### Harry Potter and the Forbidden Journey
Harry Potter and the Forbidden Journey ist eine für den Themenbereich neu erbaute Attraktion, die sich innerhalb des Nachbaus von Hogwarts befindet. Die Besucher begeben sich zunächst durch die Gemäuer der Zauberschule und begegnen dabei unter anderem Charakteren aus den Büchern und Filmen, bevor sie auf einer „magischen Sitzbank“ Platz nehmen, auf der sie an großformatigen Projektionsflächen und echten Kulissen vorbeigeführt werden. Für die Fahrgäste unbemerkt wird die „magische Bank“ dabei auf dem Arm eines Kuka Robocoasters, eines umfunktionierten Industrieroboters, durch eine große Halle bewegt.

### Hogwarts Express
Der Hogwarts Express ist eine voll funktionsfähige Nachbildung des gleichnamigen Zuges aus den Harry-Potter-Büchern und -Filmen. Die Strecke verbindet die beiden Bahnhöfe Hogsmeade in den Islands of Adventure und den nachgebauten Bahnhof King’s Cross mit dem „Gleis 9¾“ in den Studios Florida miteinander. In den Fenstern des Zuges sind Bildschirme eingelassen, die je nach Fahrtrichtung entweder die Fahrt von Hogsmeade nach King’s Cross oder andersherum simulieren. Dabei fahren die Besucher tatsächlich auf einer rund einen Kilometer langen Strecke von einem Park zum anderen. Das Fahrsystem stammt von dem Schweizer Unternehmen Garaventa.

## Weitere Attraktionen

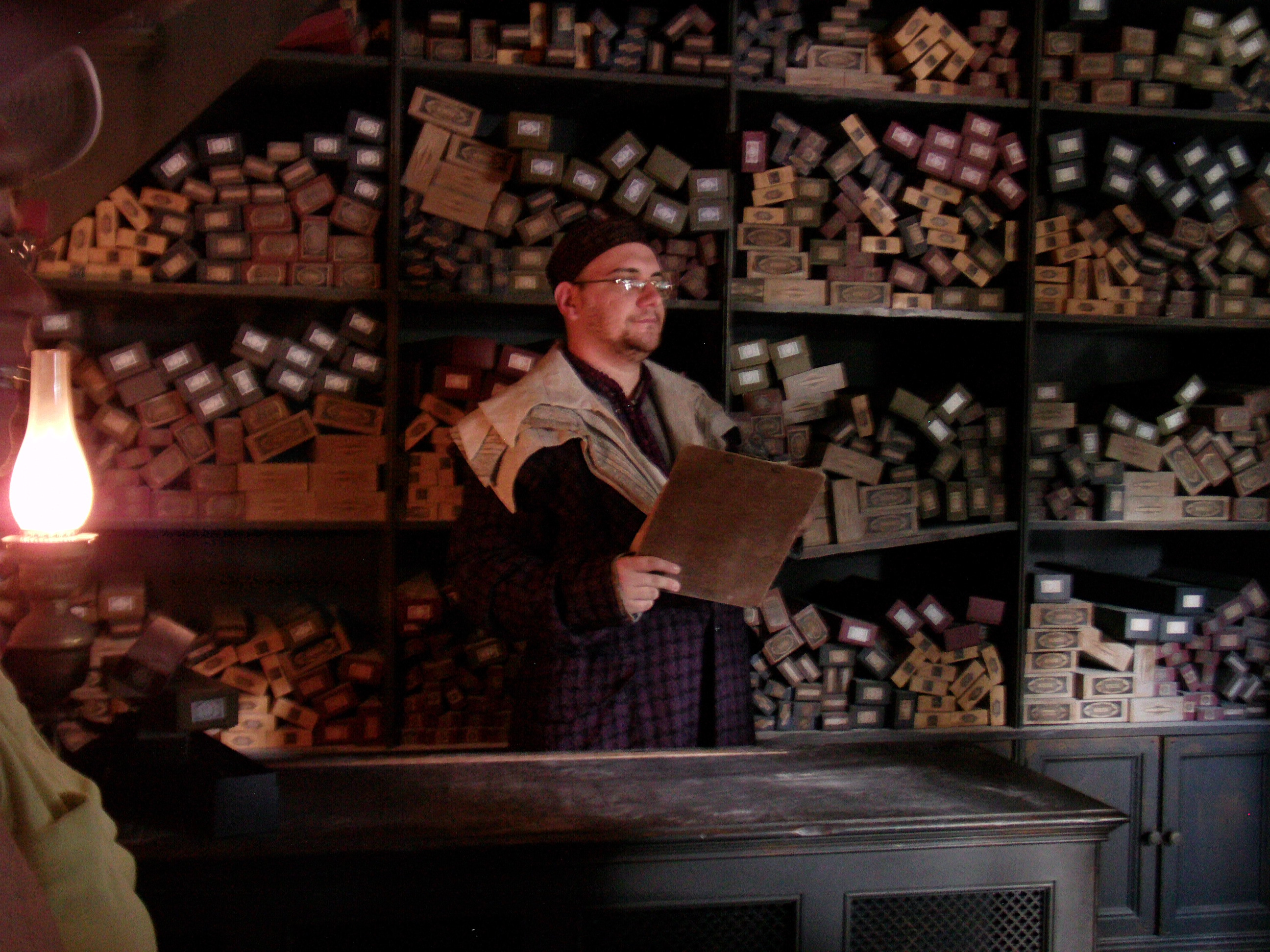
Im Zauberstabladen Ollivander

Neben den Fahrgeschäften befinden sich in The Wizarding World of Harry Potter Souvenirläden, Restaurants und weitere Attraktionen. Zahlreiche dieser Attraktionen sind Nachbauten von Orten aus den Harry-Potter-Büchern, andere wurden speziell für den Park entwickelt. Einen Nachbau von Hogsmeade können die Besucher in den Islands of Adventure besuchen, einer der Winkelgasse befindet sich in den Studios Florida.
Obwohl sich der Zauberstabladen Ollivander in den Büchern in der Winkelgasse befindet, ist ein Nachbau des Geschäfts in den Islands of Adventure in Hogsmeade angesiedelt. Im Gegensatz zu anderen Geschäften in dem Themenbereich werden die Besucher in Gruppen von 20 Personen in den Laden gelassen, um zu erleben, wie sich „der Zauberstab den Zauberer aussucht“. Es wird ein Besucher ausgewählt, der solange Zauberstäbe ausprobiert, bis er den richtigen gefunden hat. Dabei werden verschiedene Effekte wie das Austrocknen von Blumen oder das Hereinbrechen eines Gewitters in dem Laden ausgelöst. Anschließend können die Zauberstäbe als Souvenirs erworben werden.

### Hogsmeade
Am Eingang von Hogsmeade befindet sich ein Nachbau des Hogwarts-Express. Wie in den Büchern stößt die Lokomotive Dampf und ein charakteristisches Pfeifen aus. Bei der Eulenpost können Besucher Postkarten und Briefe abgeben, die dann, mit einer Hogsmeade-Briefmarke versehen, an den Empfänger weitergeleitet werden. Es werden außerdem Briefpapier, Schreibwaren und Souvenirs zu Posteulen zum Kauf angeboten.
Im Wirtshaus The Three Broomsticks werden neben traditionellem britischen Essen auch spezielle Speisen und Getränke aus den Harry-Potter-Büchern serviert, unter anderem Butterbier, Kürbissaft und Erdbeer-Erdnussbutter-Eis. Das Butterbier kann in einem Souvenir-Becher bestellt werden und ist alkoholfrei. Das Lokal Hog’s Head mit einem markanten Eberkopf kann ebenfalls von den Gästen besucht werden. In dem Süßigkeitenladen Honeydukes können Schokofrösche, Säuredrops, explodierende Bonbons, Kesselkuchen, Sirupbonbons, zischende Wissbies, Pfefferkobolde und Bertie Botts Bohnen jeder Geschmacksrichtung gekauft werden.
In Hogsmeade befinden sich drei verschiedene Souvenirläden. In Dervish and Banges werden magische Artikel wie Quidditch-Zubehör und Schulkleidung von Hogwarts verkauft. Zonko’s ist ein Scherzartikelladen. Bei dem dritten Geschäft handelt es sich um Filch’s Emporium of Confiscated Goods, in dem Kleidung, Nachbildungen von Requisiten aus den Filmen und andere Mitbringsel verkauft werden. Das Geschäft befindet sich am Ausgang von Harry Potter and the Forbidden Journey, wo auch Fahrtfotos aus der Simulationsfahrt erworben werden können.

### Winkelgasse
Die Winkelgasse wurde am 8. Juli 2014 im Zuge der Diagon-Alley-Erweiterung eröffnet. Die in den Büchern in London gelegene, versteckte Einkaufspassage für Zauberer enthält ein Restaurant und diverse „unverkennbare Geschäfte“ wie The Leaky Cauldron, Ollivanders Wand Shop, Weasleys' Wizard Wheezes, Borgin and Burkes und Madam Malkin’s Robes for All Occasions.

## Rezeption
The Wizarding World of Harry Potter wurde sowohl von Fans als auch von unkundigen Besuchern wohlwollend aufgenommen. Matt Blum vom Technik-Magazin Wired schrieb, „jedes Detail wurde feinsäuberlich von Hand gemacht, um das Erlebnis zu verstärken“. Ein Journalist in der Orlando Sentinel meinte, „Muggel werden ihr Harry-Potter-Abenteuer lieben“. Harry Potter and the Forbidden Journey sei eine einzigartige und unbeschreibliche Attraktion. Allerdings müsse Universal den „Express Pass“, mit dem die Wartezeit verkürzt werden kann, für die breite Masse bezahlbar halten. Lisa Mint von der britischen Tageszeitung The Sun schrieb, nach einem kurzen Blick könne sie sagen, es sei der originalgetreuste Nachbau von J. K. Rowlings Büchern und Filmen, den die Welt je gesehen habe. Die Fans würden sich wie im Himmel fühlen. Leight Caldwell vom Reisemagazin Traveling Mamas meint, dass The Wizarding World of Harry Potter nicht für Kinder unter drei Jahren, obwohl ideal für die ganze Familie, geeignet sei. Es bestehe kein Zweifel, dass Fans der Harry-Potter-Bücher und -Filme den Besuch der Wizarding World genießen werden. John Frost vom Disney Blog gratulierte Universal für alle Aspekte des Themenbereich von den Fahrgeschäften über die Läden und die Unterhaltung bis hin zum Essen. Der konservative britische Politiker Boris Johnson kritisierte, dass der Park in Orlando statt in London gebaut wurde. Es sei „völlig verrückt“, dass es den Amerikanern überlassen worden sei, „mit einer großartigen britischen Erfindung Geld zu machen“.